# Сновидово
Сновидово — деревня в Зубцовском районе Тверской области. Входит в состав Зубцовского сельского поселения.

## География
Находится в южной части Тверской области на расстоянии приблизительно 14 км на восток-северо-восток от районного центра города Зубцов.

## История
Деревня была отмечена еще на карте 1825 года. В 1859 году здесь (деревня Зубцовского уезда Тверской губернии) был учтен 21 двор, в 1941 — 33.

## Население
Численность населения: 211 человек (1859 год), 12 (русские 100 %) в 2002 году, 6 в 2010.